# Camden County (Georgia)
Das Camden County ist ein County im Bundesstaat Georgia der Vereinigten Staaten. Verwaltungssitz (County Seat) ist Woodbine.

## Geographie
Das County liegt im äußersten Südosten von Georgia, grenzt im Osten an den Atlantik, im Süden an Florida und hat eine Fläche von 2027 Quadratkilometern, wovon 395 Quadratkilometer Wasseroberfläche sind; es grenzt im Uhrzeigersinn an folgende Countys: Charlton County, Brantley County und Glynn County.

## Geschichte
Camden County wurde als zweites County in Georgia am 5. Februar 1777 als Original-County gebildet. Benannt wurde es nach Charles Pratt, 1. Earl Camden, einem englischen Lordkanzler.

## Sonstiges
Im Camden County gibt es einen U-Boot-Stützpunkt der Marine, der gleichzeitig der  Heimathafen der atomgetriebenen U-Boote der Trident-Klasse ist.

## Demografische Daten
Laut der Volkszählung von 2010 verteilten sich die damaligen 50.513 Einwohner auf 18.047 bewohnte Haushalte, was einen Schnitt von 2,69 Personen pro Haushalt ergibt. Insgesamt bestehen 21.114 Haushalte.
74,6 % der Haushalte waren Familienhaushalte (bestehend aus verheirateten Paaren mit oder ohne Nachkommen bzw. einem Elternteil mit Nachkomme) mit einer durchschnittlichen Größe von 3,09 Personen. In 40,8 % aller Haushalte lebten Kinder unter 18 Jahren sowie in 18,5 % aller Haushalte Personen mit mindestens 65 Jahren.
31,3 % der Bevölkerung waren jünger als 20 Jahre, 30,6 % waren 20 bis 39 Jahre alt, 25,5 % waren 40 bis 59 Jahre alt und 13,7 % waren mindestens 60 Jahre alt. Das mittlere Alter betrug 31 Jahre. 50,6 % der Bevölkerung waren männlich und 49,4 % weiblich.
74,4 % der Bevölkerung bezeichneten sich als Weiße, 19,4 % als Afroamerikaner, 0,5 % als Indianer und 1,4 % als Asian Americans. 1,3 % gaben die Angehörigkeit zu einer anderen Ethnie und 3,0 % zu mehreren Ethnien an. 5,1 % der Bevölkerung bestand aus Hispanics oder Latinos.
Das durchschnittliche Jahreseinkommen pro Haushalt lag bei 52.799 USD, dabei lebten 13,2 % der Bevölkerung unter der Armutsgrenze.

## Kultur und Sehenswürdigkeiten

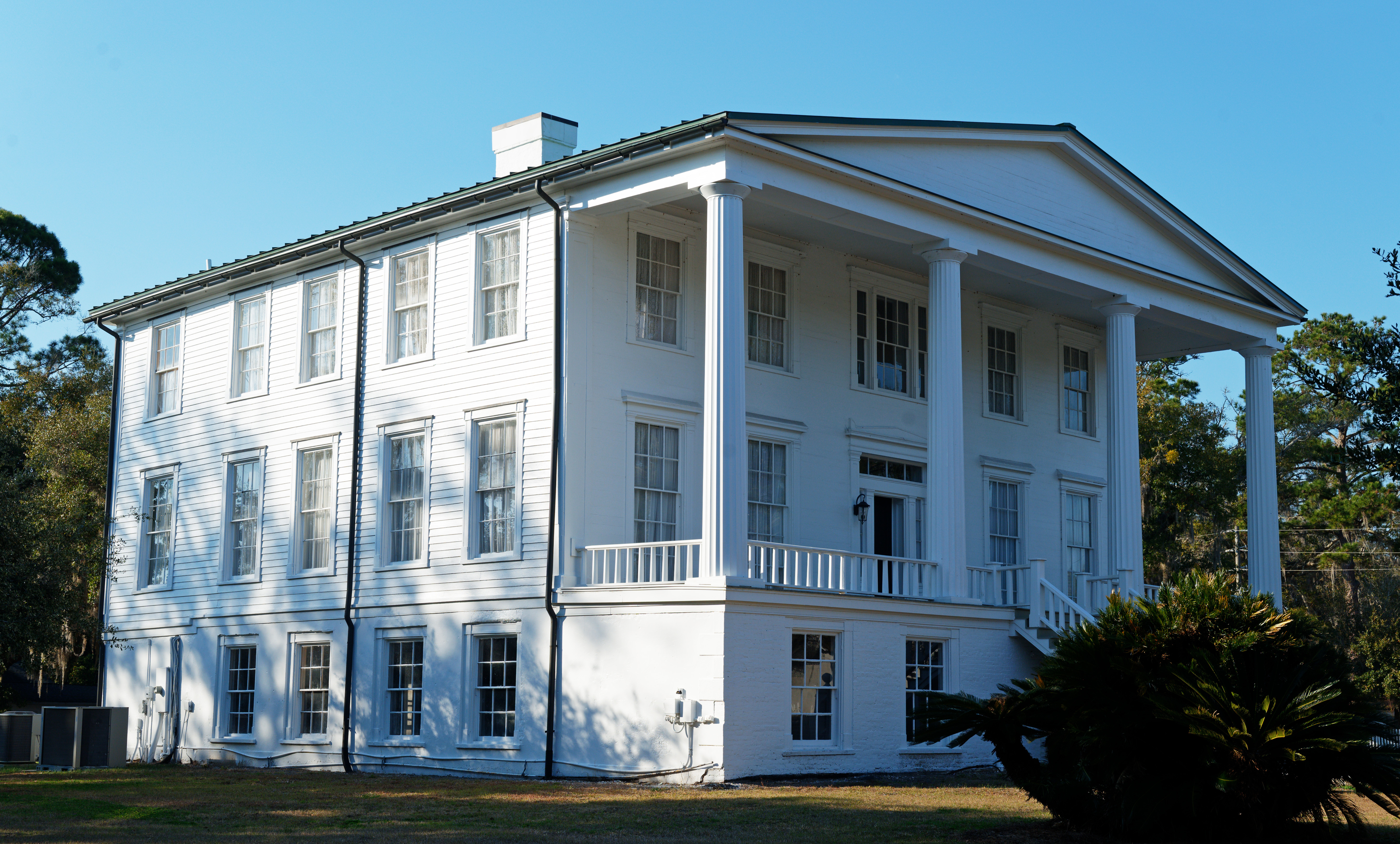
Orange Hall in St. Marys (2022). Das Anwesen wurde bis 1838 im Stile des Greek Revival („griechisches Wiederaufleben“) erbaut. Nach mehreren Besitzerwechseln wurde 1961 die Stadt St. Marys Besitzer und nutzte das Gebäude als Bibliothek. Im Mai 1973 wurde es als erstes Objekt im County in das NRHP eingetragen.

17 Bauwerke, Stätten und Historic Districts („historische Bezirke“) im Burke County sind im National Register of Historic Places („Nationales Verzeichnis historischer Orte“; NRHP) eingetragen (Stand 28. Juli 2023), neben dem alten Gerichts- und Verwaltungsgebäude sind dies unter anderem ein Leuchtturm und eine ehemalige Zuckermühle.

## Orte im Camden County
Orte im Camden County mit Einwohnerzahlen der Volkszählung von 2010:
Cities:
- Kingsland – 15.946 Einwohner
- St. Marys – 17.121 Einwohner
- Woodbine (County Seat) – 1.412 Einwohner

Census-designated place:
- Kings Bay Base – 1.777 Einwohner